# ماریانا لیمبو
ماریانا لیمبو (انگلیسی: Mariana Limbău؛ زادهٔ ۲۵ اوت ۱۹۷۷) قایقران کایاک، و قایقران کانو اهل رومانی است.